# Гирсанов, Игорь Владимирович
Игорь Владимирович Гирсанов (10 сентября 1934, Туркестан, СССР — 16 марта 1967, Саяны) — советский математик.

## Биография
Родился 10 сентября 1934 года в городе Туркестане, в 1950 году семья переехала в Москву. Ещё во время учёбы в школе был участником математического кружка при МГУ, неоднократный победитель московских математических олимпиад. C 1952 по 1960 год студент и затем аспирант механико-математического факультета МГУ. По окончании там же работает ассистентом, после доцентом. С 1965 года возглавил отдел Лаборатории вероятностных и статистических методов при МГУ. Трагически погиб 16 марта 1967 года во время туристического похода по Саянам. Похоронен на Преображенском кладбище.
Автор работ по теории марковских процессов, управляемым случайным процессам и математической химии, также занимался математическими методами в экономике, в финансовой математике известна теорема Гирсанова.

## Избранные публикации
- О спектрах динамических систем, порождаемых стационарными гауссовскими процессами, ДАН СССР, т. 119, № 5, 1958.
- О некоторых топологиях, связанных с марковским процессом, ДАН СССР, т. 129, № 3, 1959.
- Сильно феллеровские процессы, Теор. вер. и её примен., т. V, вып. 1, 1960.
- Минимаксные задачи в теории диффузионных процессов, ДАН СССР, т. 136, № 4, 1961.
- О стохастическом интегральном уравнении Ито, ДАН СССР, т. 138, № 1, 1961.
- Некоторые минимаксные задачи в теории управляемых марковских процессов. Теория вероят. и её примен., т. 7, № 3, (1962).
- Оптимальное проектирование ректификационной установки на цифровой машине (совм. с В. М. Платоновым, Ф. Б. Петлюком), Химическая промышленность, № 10, 1962.
- Оптимальное проектирование реакторов для термического пиролиза углеводородного сырья (совм. с Е. А. Фейгиным, В. М. Платоновым, Т. Н. Мухиной).
- О некоторых параметрических задачах, возникающих при расчете химических реакторов (совм. с Е. А. Фейгиным, В. М. Платоновым, В. А. Бутовским, Л. И. Гальчуком), Всесоюзная конференция по химическим реакторам, т. II, Новосибирск, 1965.
- Математические методы решения задачи о размещении (совм. с Б. Т. Поляком),
- Проблемы оптимального планирования, проектирования и управления производством (Труды теоретической конференции, состоявшейся на экономическом факультете МГУ в марте 1962 г.), Москва, 1963.
- Разрешимость уравнений одной математической схемы материального баланса социалистического народного хозяйства, Москва, 1963.
- Гирсанов И. В. Лекции по математической теории экстремальных задач. — М.; Ижевск: НИЦ «Регулярная и хаотическая динамика», 2003. — 118 с. — ISBN 5-93972-272-5.

(Репринт издания 1970 года, М.: МГУ)